# Шлемоносная ванга
Шлемоносная ванга, или толстоклювая ванга (лат. Euryceros prevostii), — вид воробьиных птиц из семейства ванговых (Vangidae), единственный в одноимённом роде (Euryceros). Видовое название дано в честь французского натуралиста Флорана Прево (1794—1870).
Ближайшим родственником в семействе считается рыжая ванга (Schetba rufa), которые, как считают, разделились 800 тыс. лет назад.
Окраска в основном сине-чёрного цвета, с рыжими крыльями и огромным арочным синим наростом над клювом. Она распространена в низменных и горных тропических лесах на северо-востоке Мадагаскара. 
Шлемоносная ванга большая птица, второй по величине вид ванговых после серпоклювой ванги (Falculea palliata). В длину она достигает 28—31 см, а массы — 84—114 г. Наиболее отличительной особенностью является массивный загнутый клюв, достигающий 51 мм в длину и 30 мм в ширину.
Он распространён в низменностях и горных тропических лесах на северо-востоке Мадагаскара. Ареал вида включает национальные парки Марудзедзи, Масуала и Андасибе-Мантадиа.
Взрослые, в основном, едят крупных насекомых, но рацион молодых птиц в гнезде может быть более разнообразным, включая улиток, ящериц, пауков и крабов.
Вид моногамный. Сезон размножения длится с октября по январь на полуострове Масуала. Оба пола строят гнездо, которое имеет форму чашки диаметром 15 см, построенное из переплетённых волокон растений, мхов и ветвей, и находится на деревьях на высоте 2—4 м от земли. В кладке два-три розово-белых яйца.